# Museo della Legion d'onore
Il Museo Nazionale della Legione d'Onore e degli Ordini di Cavalleria è un museo nazionale di arte e storia dedicato agli ordini di cavalleria e al merito, alle decorazioni e alle medaglie, sia francesi che stranieri. Si trova nella Hôtel de Salm, nel VII arrondissement di Parigi. È l'unico museo al mondo totalmente dedicato alla faleristica.

## Storia
Il museo fu creato per iniziativa del generale Auguste Dubail, gran cancelliere della Legion d'onore, e finanziato attraverso una sottoscrizione aperta tra legionari e medagliati militari, il cui successo fu particolarmente acuto negli Stati Uniti d'America. Venne inaugurato nel 1925. Nel nucleo iniziale delle collezioni, costituite dalla collezione appartenente alla gran cancelleria e da depositi museali nazionali, furono aggiunte, nel tempo, numerose donazioni da parte dei collezionisti (ad esempio la collezione Maurice Bucquet (1860-1921), la collezione La Tour d'Auvergne Lauragais e la collezione Pierredon), ma anche donazioni fatte da stati esteri per integrare le collezioni esistenti (Russia, Polonia, ecc.) e infine acquisti (decorazione di Cambaceres nel 1982 e collare dell'Ordine reale delle Due Sicilie appartenuto ad Achille Murat nel 2002). Degno di nota, il deposito avvenuto nel 2008 di Antonio Benedetto Spada della sua collezione al Museo: questa collezione è senza dubbio la più importante in mani private.

## Descrizione
Il museo occupa un'ala moderna realizzata tra il 1922 e il 1925 sul sito delle antiche stalle dell'hotel de Salm, che si affaccia sul cortile del Museo d'Orsay. Il museo presenta le sue collezioni permanenti su più livelli, in spazi tematici dedicati:
- alla storia del palazzo e alla creazione del museo,
- agli ordini cavallereschi e religiosi,
- agli ordini reali francesi,
- alla Legion d'onore, agli ordini imperiali e cimeli del Primo Impero,
- ordini esteri,
- ordini, decorazioni e medaglie francesi dal 1789 ai giorni nostri.

## Mostre
Il museo organizza regolarmente mostre di grandi dimensioni che interessano ordini, decorazioni e medaglie. Di seguito alcune delle mostre organizzate:
- 2014 - De Gaulle et le Mérite - création d'un ordre républicain, in occasione del cinquantenario dell'Ordine nazionale al merito.
- 2013 - Le grand collier de la Légion d’honneur De Vincent Auriol à François Hollande, che presentò la storia e il simbolismo dell'universalità di questo distintivo consegnato al Presidente durante la sua cerimonia di inaugurazione. I disegni dei gioiellieri, i dettagli dei medaglioni allegorici, i filmati delle cerimonie di investitura sotto la Quarta e la Quinta Repubblica, le riviste periodiche e le foto, i ritratti ufficiali, fecero rivivere il gran collare della Legion d'onore la cui versione contemporanea è un'eco dei modelli del Primo Impero e della Terza Repubblica, anch'essi esposti al museo.
- 2012 - La berline de Napoléon, le mystère du butin de Waterloo (dal 7 marzo all'8 luglio 2012), furono esposti la berlina personale dell'imperatore catturata a Waterloo nel giugno 1815, molti elementi del bottino, e quasi tutti gli ordini francesi e stranieri assegnati a Napoleone Bonaparte.
- 2011 - Écrins impériaux, splendeurs diplomatiques du Second Empire (dal 19 gennaio al 29 maggio 2011), furono esposte le scatole tra cui gli ordini, le decorazioni e le medaglie assegnate a Napoleone III, a suo figlio Napoleone Eugenio Luigi, e le decorazioni assegnate al maresciallo Jean Baptiste Philibert Vaillant e all'imperatrice Eugenia.
- 2008-2009 - Honneur & Gloire, les trésors de la collection Spada (dal 19 novembre 2008 al 20 settembre 2009)
- 1998 - L'Égypte à Paris (dal 15 gennaio al 12 aprile 1998)
- 1997 - Grands colliers, l'orfèvrerie au service d'un idéal (dal 3 giugno al 16 novembre 1997)
- 1994 - L'ordre du Saint-Esprit
- 1993 - L'Aiglon (dal 20 marzo al 13 giugno 1993)
- 1991 - Autour de l'ordre de la Toison d'Or et de l'ordre de Charles III
- 1988-1989 - L'ordre de Malte et la France (dal 22 dicembre 1988 al 19 marzo 1989)
- 1979-1980 - Le Prince impérial: 1856-1879 (dall'8 dicembre 1979 al 2 marzo 1980)
- 1977-1988 - Le Général Catroux: 1877-1969 (da dicembre 1977 a febbraio 1978)
- 1975-1976 - La Gloire et l'objet (dal 6 dicembre 1975 al 29 febbraio 1976)
- 1973-1974 - Napoléon III raconté par les décorations (dal 28 novembre 1973 al 27 gennaio 1974)
- 1970-1971 - La Renaissance du culte de saint Louis au xviie siècle: l'Ordre militaire, la Maison royale de Saint-Cyr (da novembre 1970 a gennaio 1971)
- 1968 - Napoléon et la légion d'honneur (dal 20 marzo al 20 giugno 1968)

## Pubblicazioni
Le mostre sono solitamente accompagnate da pubblicazioni:
- Anne de Chefdebien (dir.) e Nicolas Botta-Kouznetzoff (dir.) (con prefazione di François Hollande, presidente della Repubblica, gran maestro dell'Ordine della Legione d'Onore e dell'Ordine Nazionale al Merito e del generale Jean-Louis Georgelin, gran cancelliere dell'Ordine della Legion d'onore), De Gaulle et le Mérite: Création d'un ordre républicain, HM éditions, 2013 (1ª ed. 2013), 112 p., 220 × 270 mm (ISBN 2-903104-25-5)
- Jean Tulard (dir.) (con prefazione del generale Jean-Louis Georgelin, gran cancelliere dell'Ordine della Legion d'onore), La Berlin de Napoléon: Le mystère du butin de Waterloo, Albin Michel, 2012 (1ª ed. 2012), 312 p., 277 × 207 mm (ISBN 9782226208132)
- Anne de Chefdebien (dir.) e Laurence Wodey (dir.) (con prefazione del generale Jean-Louis Georgelin, gran cancelliere dell'Ordine della Legion d'onore), Écrins impériaux: Splendeurs diplomatiques du Second Empire, Società degli amici del Museo Nazionale della Legione d'Onore e degli Ordini di Cavalleria, 2011 (1ª ed. 2011), 228 p., 222 × 280 mm (ISBN 2-901644-17-1)
- Anne de Chefdebien (dir.) e Laurence Wodey (dir.) (con prefazione del generale Jean-Pierre Kelche, gran cancelliere dell'Ordine della Legion d'onore), Honneur & Gloire: Les trésors de la collection Spada, Società degli amici del Museo Nazionale della Legione d'Onore e degli Ordini di Cavalleria, 2008 (1ª 2008), 360 p., 214 × 298 (ISBN 2-901644-16-3)
- Anne de Chefdebien, L'Égypte et les décorations, Musée national de la Légion d'honneur et des ordres de chevalerie, 1998, 32 p. (Cahiers du Musée, n° 1)
- Anne de Chefdebien (dir.) e Jean-Marcel Humbert (dir.), Grands colliers: l'orfèvrerie au service d'un idéal, exposition, Paris, Musée national de la Légion d'honneur et des ordres de chevalerie, 3 juin-16 novembre 1997, Società degli amici del Museo Nazionale della Legione d'Onore e degli Ordini di Cavalleria, 1997, 126 p.
- Isabelle du Pasquier e Luc Georget, L'Aiglon: exposition, Musée national de la Légion d'honneur et des ordres de chevalerie, 20 mars-13 juin 1993, HM, 1993, 95 p.
- Isabelle du Pasquier e Anne de Chefdebien, L'ordre de Malte et la France : de 1530 à nos jours : exposition, 22 décembre 1988-19 mars 1989, Musée national de la Légion d'honneur et des ordres de chevalerie, Museo Nazionale della Legione d'Onore e degli Ordini di Cavalleria, 1989, 151 p.
- Isabelle du Pasquier, Le Prince impérial: 1856-1879: exposition, 8 décembre 1979-2 mars 1980, Musée national de la Légion d'honneur et des ordres de chevalerie, Paris, Museo Nazionale della Legione d'Onore e degli Ordini di Cavalleria, 1979, 59 p. (Numéro spécial de : La Cohorte)
- Claude Ducourtial-Rey, Le Général Catroux: 1877-1969: exposition commémorative du centenaire de sa naissance, décembre 1977-février 1978, Paris, Musée national de la Légion d'honneur et des ordres de chevalerie, Museo Nazionale della Legione d'Onore e degli Ordini di Cavalleria, 1977, 45 p.
- Claude Ducourtial-Rey, La Gloire et l'objet: 6 décembre 1975-29 février 1976, Paris, Musée national de la Légion d'honneur et des ordres de chevalerie, cinquantenaire 1925-1975, Museo Nazionale della Legione d'Onore e degli Ordini di Cavalleria, 1975, 59 p.
- Claude Ducourtial-Rey, Napoléon III raconté par les décorations: 28 novembre 1973-27 janvier 1974, Musée national de la Légion d'honneur et des ordres de chevalerie, Paris, Museo Nazionale della Legione d'Onore e degli Ordini di Cavalleria, 1973, 65-[8] p.
- Claude Ducourtial-Rey, La Renaissance du culte de saint Louis au xviie siècle: l'Ordre militaire, la Maison royale de Saint-Cyr: novembre 1970-janvier 1971, Musée national de la Légion d'honneur et des ordres de chevalerie, Paris, Museo Nazionale della Legione d'Onore e degli Ordini di Cavalleria, 1970, 91 p.
- Isabelle du Pasquier, Napoléon et la Légion d'honneur: exposition, Musée national de la légion d'honneur et des ordres de chevalerie, Paris, 20 mars - 20 juin 1968, Société d'entraide des membres de la Légion d'honneur, 1968 (numero speciale di: La Cohorte, (ISSN 1639-8122))

## Società degli amici
La Società degli amici del Museo Nazionale della Legione d'Onore e degli Ordini di Cavalleria (SAMNLHOC), venne fondato nel 1970, posta sotto il patrocinio del Presidente della Repubblica e la presidenza onoraria del gran cancelliere della Legion d'onore e della principessa Bonaparte e riconosciute come di utilità pubblica. Essa "mira a contribuire all'influenza, allo sviluppo e all'arricchimento delle collezioni del museo", pubblica una newsletter dal 1990 e numeri speciali, il primo dei quali venne pubblicato nel 2014.